# Prefettura di Nagqu
La prefettura di Nagqu (in cinese: 那曲地区, pinyin: Nàqū Dìqū; in tibetano: ནག་ཆུ་ས་ཁུལ་, Wylie: Nag-chu Sa-khul) è una prefettura della regione autonoma del Tibet, in Cina.

## Geografia antropica

### Suddivisioni amministrative
La prefettura è suddivisa in dieci contee e un distretto speciale:
| Mappa | Mappa                          | Mappa      | Mappa             | Mappa             | Mappa                       | Mappa                    | Mappa            | Mappa          |
| ----- | ------------------------------ | ---------- | ----------------- | ----------------- | --------------------------- | ------------------------ | ---------------- | -------------- |
|       |                                |            |                   |                   |                             |                          |                  |                |
| #     | Nome                           | Hanzi      | Hanyu Pinyin      | Tibetano          | Wylie                       | Popolazione (stima 2003) | Superficie (km²) | Densità (/km²) |
| 1     | Contea di Nagqu                | 那曲县     | Nàqū Xiàn         | ནག་ཆུ་རྫོང་          | nag chu rdzong              | 80000                    | 16195            | 5              |
| 2     | Contea di Lhari                | 嘉黎县     | Jiālí Xiàn        | ལྷ་རི་རྫོང་           | lha ri rdzong               | 20000                    | 13056            | 2              |
| 3     | Contea di Biru                 | 比如县     | Bǐrú Xiàn         | འབྲི་རུ་རྫོང་          | 'bri ru rdzong              | 40000                    | 11680            | 3              |
| 4     | Contea di Nyainrong            | 聂荣县     | Nièróng Xiàn      | གཉན་རོང་རྫོང་        | gnyan rong rdzong           | 30000                    | 9017             | 3              |
| 5     | Contea di Amdo                 | 安多县     | Ānduō Xiàn        | ཨ་མདོ་རྫོང་          | a mdo rdzong                | 30000                    | 43411            | 1              |
| 6     | Contea di Xainza               | 申扎县     | Shēnzhā Xiàn      | ཤན་རྩ་རྫོང་          | shan rtsa rdzong            | 20000                    | 25546            | 1              |
| 7     | Contea di Sog                  | 索县       | Suǒ Xiàn          | སོག་རྫོང་            | sog rdzong                  | 30000                    | 5744             | 5              |
| 8     | Contea di Baingoin             | 班戈县     | Bāngē Xiàn        | དཔལ་མགོན་རྫོང་       | dpal mgon rdzong            | 30,000                   | 28,383           | 1              |
| 9     | Contea di Baqên                | 巴青县     | Bāqīng Xiàn       | སྦྲ་ཆེན་རྫོང་          | sbra chen rdzong            | 40000                    | 10326            | 4              |
| 10    | Contea di Nyima                | 尼玛县     | Nímǎ Xiàn         | ཉི་མ་རྫོང་           | nyi ma rdzong               | 20000                    | 72499            | 0              |
| 11    | Distretto Speciale di Shuanghu | 双湖特别区 | Shuānghú Tèbié Qū | མཚོ་གཉིས་དོན་གཅོད་ཁྲུའུ་ | mtsho gnyis don gcod khru'u | 10000                    | 116637           | 0              |